# Adrian (Michigan)
Adrian é uma cidade localizada no estado americano de Michigan, no Condado de Lenawee.

## Demografia
Segundo o censo americano de 2000, a sua população era de 21.574 habitantes.
Em 2006, foi estimada uma população de 21.703, um aumento de 129 (0.6%).

## Geografia
De acordo com o United States Census Bureau tem uma área de
18,8 km², dos quais 18,5 km² cobertos por terra e 0,3 km² cobertos por água. Adrian localiza-se a aproximadamente 240 m acima do nível do mar.

## Localidades na vizinhança
O diagrama seguinte representa as localidades num raio de 20 km ao redor de Adrian.